# IC 764
IC 764 — галактика типу SBc у сузір'ї Гідра.
Цей об'єкт міститься в оригінальній редакції індексного каталогу.